# 奥山達之
奥山 達之（おくやま たつゆき、1976年1月30日 - ）は、新潟県出身のサッカー指導者、元サッカー選手。

## 所属クラブ
- 東京学館新潟高校
- アップルスポーツカレッジ
- 1994年 - 1998年 新潟イレブンSC・アルビレオ新潟FC・アルビレックス新潟
- 1999年 - 2001年 新潟蹴友会
- 2002年 - 2003年 JAPANサッカーカレッジ

## 指導歴
- 1999年 - 2012年 アルビレックス新潟
  - 2004年 サッカースクール コーチ
  - 2005年 ジュニアユース U-13 監督
  - 2006年 ジュニアユース U-14 監督
  - 2007年 ジュニアユース U-15 監督
  - 2008年 - 2012年 レディース 監督
- 2013年 - 2015年 アルビレックス新潟シンガポール
  - 2013年 コーチ
  - 2014年 - 2015年 監督[1]
- 2016年 新潟医療福祉大学女子サッカー部 監督
- 2017年 - アルビレックス新潟
  - 2017年 - 2018年 アカデミーダイレクター[2]
  - 2019年 - 2020年 レディース 監督[3]
  - 2021年 レディース ゼネラルマネージャー
  - 2022年 -  U-13 コーチ

## 資格
- 日本サッカー協会公認A級指導者ライセンス